# Vi (herrgård)
Vi  var en herrgård och tidigare säteri i Borg och Löts socken, Memmings härad, Östergötland.

## Historik
Vi var ett säteri i Borg och Löts socken, Memmings härad. Det ägdes 1411 av Tillhörde Håkan Hand, 1437 Laurens Haraldsson (Stjerna), 1610 Moritz Jörensson, 1636 Gertrud Svan eller Vinge som gifte sig 1649 med hovjunkaren Josua Gyllenhorn. Gyllenhorns måg, majoren Ingevald Crusebjörn blev sedan ägare, följt av Björn Skytte och 1683 översten Nils Lilliehöök. Under Lilliehöök tid kallades gården allodialfrälse. Efter hans död 1692 ägdes gården av änkan Brita Leijonsköld (död 1724) och på 1750-talet av generalmajoren Johan Cronhielm. Under Cronhjelms tid bestod gården av 4 mantal, med 5 torp. Vidare ägdes gården av majoren Fredrik Magnus Wolffelt (död 1838) och sedan sonen majoren Maurits Konstatin Wolffelt. Gården köptes sedan av överstelöjtnanten Robert Karlsson Montgomery (död 1846) i adelsätten Montgomery. Dennes son kaptenen Carl Hampus Mongomery (1808–1862) ärvde sedan gården och den övertogs sedan av dennes barn.

## Huspredikanter
| Ämbetstid | Namn                    | Levnadstid | Övrigt                                       |
| --------- | ----------------------- | ---------- | -------------------------------------------- |
| 1643–     | Andreas Kimstadius      | 1604–1676  | Senare kyrkoherde i Borgs församling.        |
| 1657–1676 | Olaus Matthiae Aurelius | –1685      |                                              |
| 1677–     | Johannes Cornerus       | –1708      | Senare kyrkoherde i Östra Stenby församling. |